# Pat Spencer
Patrick Andrew Spencer, detto Pat (North Wales, 4 luglio 1996), è un cestista statunitense, professionista nella NBA con i Golden State Warriors.

## Biografia
È fratello del cestista NBA Cam Spencer.
È cresciuto a Davidsonville, nel Maryland, e ha frequentato la Boys' Latin School of Maryland, entrando a fare parte delle squadre di lacrosse e di basket.

## Carriera

### Lacrosse
Ha giocato nella squadra maschile di lacrosse della Loyola University Maryland. Nell'arco di quattro stagioni ha stabilito il record della NCAA per assist totali (231) ed è secondo per punti totali (380). Nel 2019 ha anche ricevuto il Tewaaraton Award, premio assegnato al migliore giocatore del torneo di lacrosse. Nello stesso anno è stato selezionato con la prima scelta assoluta al draft inaugurale della Premier Lacrosse League dagli Archers, ma non si è mai unito alla squadra.

### Pallacanestro
Per il suo ultimo anno di college ha deciso di trasferirsi alla Northwestern University per giocare nella squadra di pallacanestro. 
Dopo non essere stato selezionato al draft NBA 2020, si è unito agli Hamburg Towers.
Il 22 febbraio 2024 ha firmato un contratto two-way con i Golden State Warriors.

## Statistiche

### College
| Anno      | Squadra             | PG | PT | MP   | TC%  | 3P%  | TL%  | RP  | AP  | PRP | SP  | PP   |
| --------- | ------------------- | -- | -- | ---- | ---- | ---- | ---- | --- | --- | --- | --- | ---- |
| 2019-2020 | Northwest. Wildcats | 31 | 29 | 29,4 | 43,6 | 23,5 | 81,5 | 4,1 | 3,9 | 0,8 | 0,2 | 10,4 |
| Carriera  | Carriera            | 31 | 29 | 29,4 | 43,6 | 23,5 | 81,5 | 4,1 | 3,9 | 0,8 | 0,2 | 10,4 |

### NBA

#### Regular Season
| Anno      | Squadra       | PG | PT | MP  | TC%  | 3P%  | TL%  | RP  | AP  | PRP | SP  | PP  |
| --------- | ------------- | -- | -- | --- | ---- | ---- | ---- | --- | --- | --- | --- | --- |
| 2023-2024 | G.S. Warriors | 6  | 0  | 4,3 | 50,0 | 0,0  | -    | 0,7 | 0,8 | 0,0 | 0,0 | 0,7 |
| 2024-2025 | G.S. Warriors | 39 | 0  | 6,4 | 40,6 | 22,7 | 73,3 | 1,2 | 1,2 | 0,4 | 0,1 | 2,5 |
| Carriera  | Carriera      | 45 | 0  | 6,1 | 41,0 | 20,8 | 73,3 | 1,1 | 1,2 | 0,3 | 0,1 | 2,3 |

#### Playoffs
| Anno     | Squadra       | PG | PT | MP  | TC%  | 3P%  | TL% | RP  | AP  | PRP | SP  | PP  |
| -------- | ------------- | -- | -- | --- | ---- | ---- | --- | --- | --- | --- | --- | --- |
| 2025     | G.S. Warriors | 8  | 0  | 7,9 | 64,0 | 33,3 | 100 | 1,4 | 0,8 | 0,4 | 0,0 | 4,5 |
| Carriera | Carriera      | 8  | 0  | 7,9 | 64,0 | 33,3 | 100 | 1,4 | 0,8 | 0,4 | 0,0 | 4,5 |

### G League
| Anno      | Squadra          | PG | PT | MP   | TC%  | 3P%  | TL%  | RP  | AP  | PRP | SP  | PP   |
| --------- | ---------------- | -- | -- | ---- | ---- | ---- | ---- | --- | --- | --- | --- | ---- |
| 2021-2022 | Capital C. Go-Go | 24 | 0  | 13,5 | 48,1 | 39,1 | 80,0 | 2,0 | 2,3 | 0,8 | 0,4 | 5,9  |
| 2022-2023 | S.C. Warriors    | 9  | 5  | 27,3 | 40,4 | 27,8 | 84,6 | 6,0 | 5,4 | 0,7 | 0,1 | 11,2 |
| 2023-2024 | S.C. Warriors    | 43 | 3  | 24,8 | 46,2 | 33,7 | 88,3 | 4,9 | 3,9 | 1,1 | 0,3 | 12,7 |
| 2024-2025 | S.C. Warriors    | 6  | 6  | 31,8 | 40,9 | 37,5 | 100  | 6,5 | 6,5 | 2,0 | 0,0 | 18,0 |
| Carriera  | Carriera         | 82 | 14 | 22,3 | 45,1 | 34,3 | 87,9 | 4,3 | 3,8 | 1,0 | 0,3 | 10,9 |